# Anisodes dimerites
Anisodes dimerites là một loài bướm đêm trong họ Geometridae.